# Ruta Górna
Ruta Górna (biał. i ros. Горная Рута) – wieś na Białorusi, w rejonie korelickim obwodu grodzieńskiego, w sielsowiecie Krasna.

## Geografia
Miejscowość położona na Wysoczyźnie Nowogródzkiej, ok. 16 km na wschód od Nowogródka, na lewym brzegu Ruty, na północ od Ruty Dolnej, na zachód od Połonnej. Na północ od Ruty Górnej biegnie droga republikańska R11.

## Historia
W XIX w. Ruta (Ruta Zachorodna) znajdowała się w powiecie nowogródzkim guberni mińskiej, w gminie Horodeczna. 
W okresie międzywojennym Ruta Górna należała do gminy Horodeczna, w powiecie nowogródzkim województwa nowogródzkiego II Rzeczypospolitej. 
Po II wojnie światowej Ruta Górna znalazła się w granicach Białoruskiej SRR, a od 1991 r. – w niepodległej Białorusi.